# Повіт Кахоку
Пові́т Кахо́ку (яп. 河北郡, かほくぐん, МФА: [kahoku guɴ]) — повіт в префектурі Ісікава, Японія.